# Nyitrai káptalan
Nyitrai káptalan
Pontos alapításának ideje nem ismert. Kálmán király 1100-ban kelt törvénykönyvének 22. cikkelye a nyitrai egyházat prépostságinak nevezi s annak a tüzesvas- és forróviz-próbának gyakorolhatását megengedi. 1133-ban Nyitra már püspöki székhely, káptalana is székessé alakult. 
Hiteles kiadványainak számos nyomai vannak a 13. század elejétől fogva, kezdetben csak rányomott pecséttel. Trencséni Csák Máté pusztításakor levéltára nagy károkat szenvedett. A nyitrai vár, a székesegyház és a káptalan is teljesen leégetett. A püspök és a káptalan kára többre rúgott 2000 márkánál. 
Gótikus nagyobb pecsétjét 1271-ből Horvát István ismertette először, melynek körirata: SIGILLUM CAPITLI S' NITRIENSIS ECL'IE. Ezen pecsét valószínűleg a 14. századra már elveszett, ekkortól ugyanis kisebb pecsétet kezdtek használni. Ennek körirata: + S. MINVS. CAPITVLI. ECLIE. NITRIEN. Benne Szent Emmerám püspök, S EMERAMVS felirattal.
A káptalan jelenleg tiz kanonoki javadalmat számlál.